# Heinrich Leopold Wagner
Heinrich Leopold Wagner (Estrasburg, 19 de febrer de 1747 - ?4 de març de 1779 Frankfurt am Main), escriptor alemany del Sturm und Drang. Després d'haver estudiat dret a Estrasburg, va ser preceptor a Sarrebruck. Va residir després a Deux-Ponts, Giessen i per fi a Frankfurt. En 1776 reincià els seus estudis de dret a Estrasburg i els va acabar doctorant-se. Des del 21 de setembre de 1776 va exercir en aquesta població com advocat però va morir encara molt jove, el quatre de març de 1779, a l'edat de 32 anys, sens dubte de tuberculosi pulmonar.
Va estar en contacte amb nombrosos escriptors del Sturm und Drang, en particular Johann Wolfgang von Goethe (1749-1832), Friedrich Maximilian Klinger (1752-1831), Jakob Michael Reinhold Lenz (1751-1792), Christoph Kaufmann (1753-1795), Christian Friedrich Daniel Schubart (1739-1791) i Johann Friedrich Müller, comegut també com a Müller el Pintor (1749-1825). Al costat de Klinger i Lenz, va ser anomenat goethià, perquè els tres van pertànyer al cercle íntim d'amics del famós escriptor. Wagner va escriure un famós drama, La infanticida (Die Kindermörderin), 1776, on presenta, sense excusar-lo, l'assassinat a un nounat a conseqüència de les irreconciliables diferències socials. Per mitjà d'intrigues contra la jove burgesa seduïda es pretén salvar la carrera d'oficial del seductor, que vol complir la seva promesa de matrimoni per sobre de les barreres socials. Massa tard es desemmascara la intriga, la infanticida, que havia actuat en una arrencada d'alienació, està amenaçada per la pena de mort; posteriorment, Wagner va donar a l'acció un desenllaç feliç: l'infanticidi és impedit, els amants legalitzen socialment la seva relació mitjançant el matrimoni.

## Obres
- Prometheus, Deukalion und seine Rezensenten, 1775.
- Der wohltätige Unbekannte, 1775
- Die Reue nach der Tat, 1775
- Neuer Versuch über die Schauspielkunst, 1776, traducción del ensayo Du théatre ou nouvel essai sur l'art dramatique de Louis Sébastian Mercier
- Leben und Tod Sebastian Silligs, un fragmento narrativo de novela.
- Die Kindermörderin, 1776
- Briefe, die Seylersche Gesellschaft betreffend, 1777
- Evchen Humbrecht oder Ihr Mütter merkts Euch!, 1778.